# Metafit
Metafit (gr. μετα poza czymś, φυτόν roślina) – roślina obcego pochodzenia (antropofit), która zdołała trwale się zadomowić na danym obszarze.
Ze względu na rodzaj siedlisk, w których rośliny te występują prof. Jan Kornaś wyróżnił 3 grupy metafitów:
- epekofity – zadomowione na siedliskach silnie przekształconych przez człowieka (siedliska ruderalne i segetalne),
- hemiagriofity – zadomowione na siedliskach półnaturalnych,
- holoagriofity – zadomowione na siedliskach naturalnych[2].

Według badań Tokarskiej-Guzik we florze Polski w 2005 r. było 460 gatunków metafitów, z czego 160 to archeofity zadomowione do końca XV wieku, 300 gatunków to kenofity zadomowione później.